# Koloman Gögh
Koloman Gögh (ur. 7 stycznia 1948 w Kladnie, zm. 11 listopada 1995 w Gattendorfie, Austria) – czechosłowacki piłkarz i trener, posiadający także obywatelstwo węgierskie.
W latach 1977–1979 studiował na Politechnice Bratysławskiej, na wydziale chemii. W roku 1980 uzyskał także dyplom magistra Bratysławskiej Akademii Wychowania Fizycznego, co pozwoliło mu także uzyskać certyfikat trenera piłkarskiego.
Choć urodził się w znajdującym się po stronie czeskiej Kladnie, urodził się w mieszanej rodzinie słowacko-węgierskiej, a wychowywał się w położonym na Słowacji mieście Kolárovo.

## Kariera zawodnicza
Większą część kariery związany był z klubem Slovan Bratysława, gdzie wywalczył dwa tytuły mistrza Czechosłowacji (1974, 1975) i dwa Puchary Czechosłowacji. W lidze w barwach Slovana wystąpił ogółem 225 razy. W reprezentacji Czechosłowacji grał 55 razy i zdobył 1 gola. Wraz z nią zdobył Mistrzostwo Europy na Euro 1976 w Jugosławii.

## Kariera trenerska
Karierę trenerską Gögh rozpoczął jako grający trener w klubie DAC Dunajská Streda. W latach 1984–1986 był asystentem trenera Slovana Bratysława. Później pracował w austriackim SV Gols, gdzie był grającym trener aż do roku 1995, kiedy to zginął tragicznie w wypadku samochodowym podczas powrotu z meczu swojej drużyny.